# 니루타 싱
니루타 싱(네팔어: निरुता सिँह, 1972년 9월 26일 ~ )은 네팔의 배우이다.